# Церква Покрови Божої Матері (Сокілець)
Церква Покрови Божої Матері — дерев'яна сакральна споруда в селі Сокілець (нині Чортківського району Тернопільської області). Парафія і храм Бучацького благочиння Тернопільської єпархії Православної церкви України. Церква колишнього Сокілецького монастиря.
Оголошена пам'яткою архітектури місцевого значення (охоронний номер 112).

## Історія

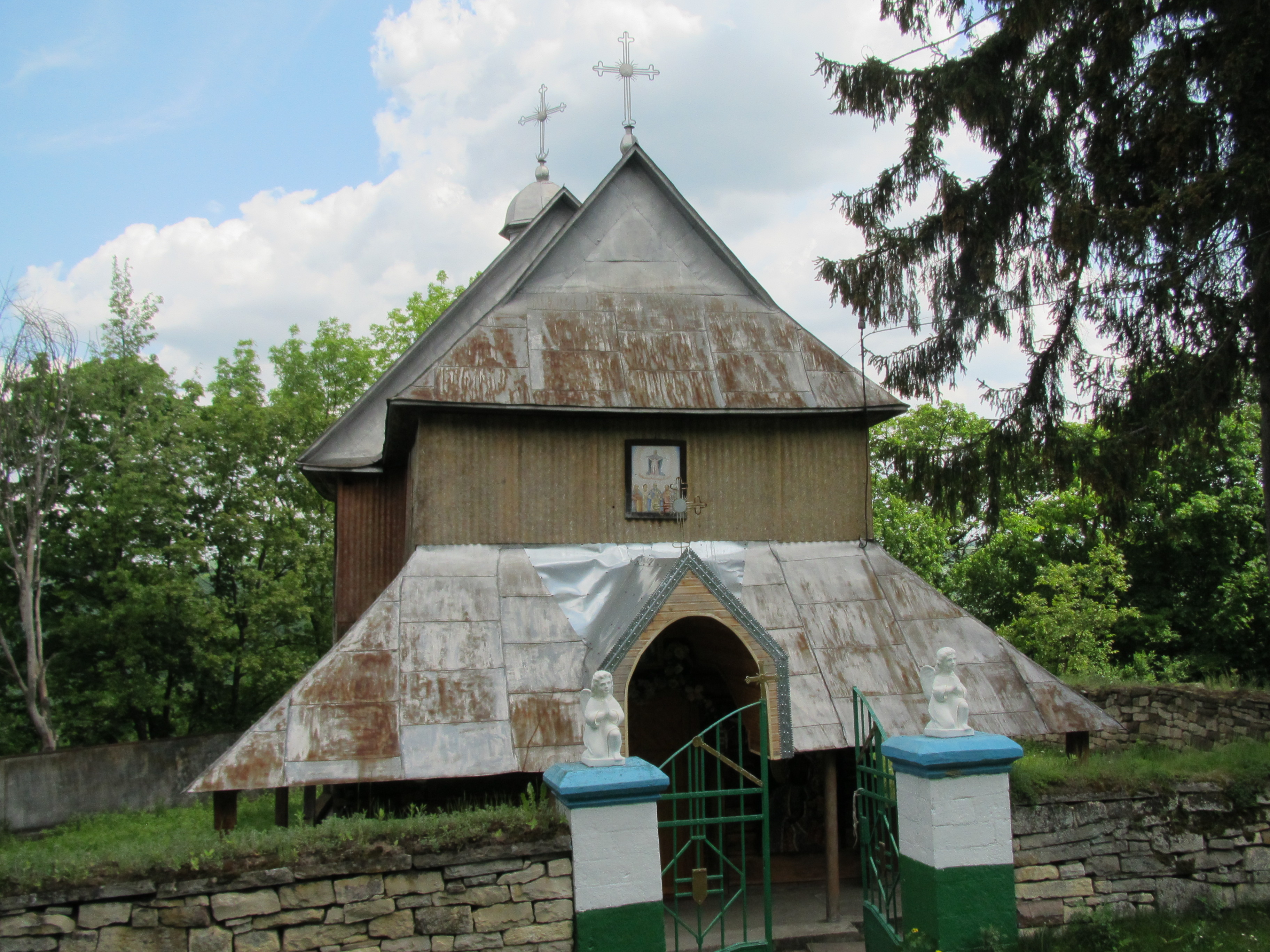
Фасад церкви

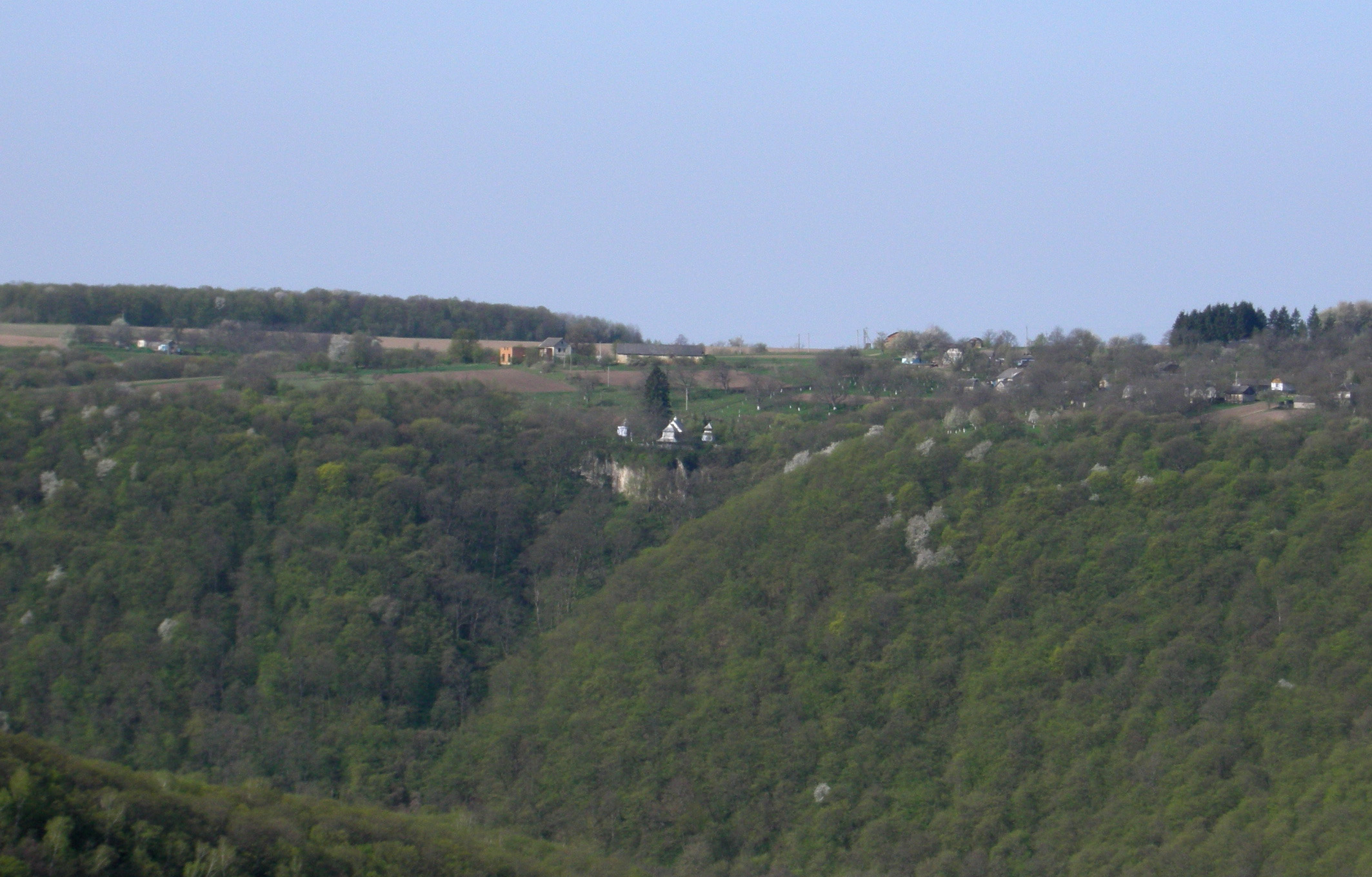
Вигляд на село і церкву з боку с. Жнибороди

Село, монастир та церква неодноразово зазнавали нападів татар, які їх руйнували. За наказом Яна Потоцького, сина одного з доброчинців монастиря — генерального подільського старости Стефана Потоцького, побудовано нову монастирську церкву. Вона збудована на масивній скелі, що звисає над крутим схилом правого берега р. Стрипи.
У 1819 році цісар Франц II підписав розпорядження про передачу монастиря оо. василіянам у Бучачі, монастирську церкву віддали капеланії в с. Губин.
Парохом церкви, зокрема, був о. Іван Галібей.
Монастирський іконостас (1743 року) досліджував, зокрема, Олег Чуйко.

## Пам'ятка
Є пам'яткою архітектури місцевого значення (охоронний номер 112).